# Cylindropuntia kleiniae

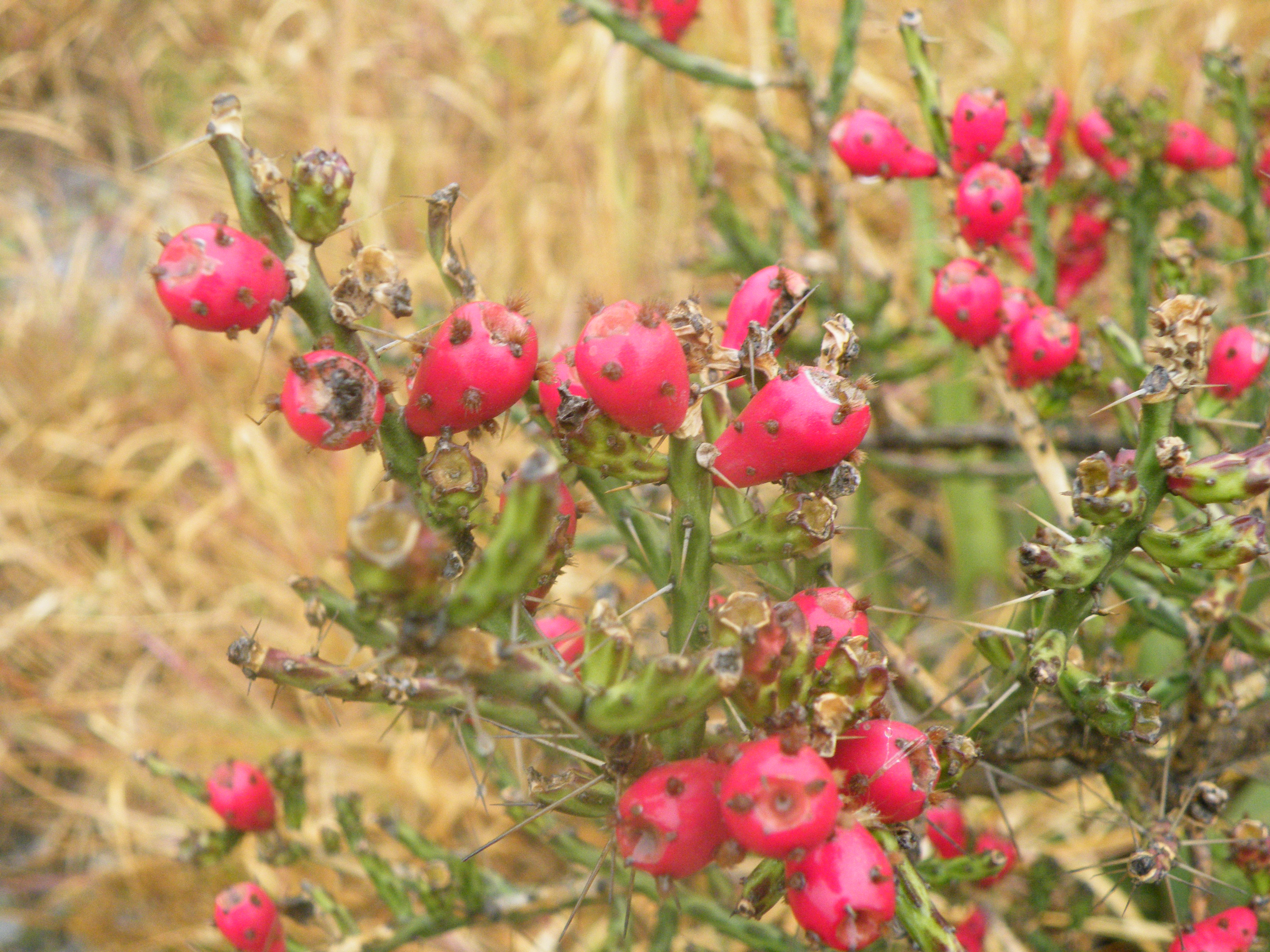
Früchte

Cylindropuntia kleiniae ist eine Pflanzenart aus der Gattung Cylindropuntia in der Familie der Kakteengewächse (Cactaceae). Das Artepitheton kleiniae verweist auf die Ähnlichkeit der Art mit Senecio kleinia. Spanische Trivialnamen sind „Cardoncillo“, „Klein’s Cholla“, „Tasajillo“ und „Tasajo“.

## Beschreibung
Cylindropuntia kleiniae wächst strauchig, ist wenig und offen verzweigt und erreicht Wuchshöhen von 0,5 bis 2,5 Meter. Auf den 4 bis 20 Zentimeter langen und 0,6 bis 1,2 Zentimeter im Durchmesser messenden Triebabschnitten befinden sich deutlich erkennbare Höcker. Die gelb bewollten Areolen werden im Alter dunkler und tragen 0,5 bis 2,5 Millimeter lange gelbe Glochiden. Die ein bis vier Dornen sind an fast allen Areolen vorhanden oder fehlen manchmal. Sie sind nadelig, gerade bis leicht gebogen, häufig zurückgeschlagen, gelb bis grau und besitzen eine hellere Spitze. Die Dornen sind 1 bis 3 Zentimeter lang.
Die Blüten sind an ihrer Basis grünlich und zu ihren Spitzen hin rot oder magentafarben. Die verkehrt eiförmigen bis zylindrischen, anfangs grünen Früchte sind fleischig, unbedornt und werden später rot. Sie sind 1,3 bis 3,4 Zentimeter lang und weisen Durchmesser von 1 bis 2 Zentimeter auf.

## Verbreitung, Systematik und Gefährdung
Cylindropuntia kleiniae ist in den Vereinigten Staaten in den Bundesstaaten New Mexico und Texas sowie von Nord- bis Mittel-Mexiko in der Vegetation der Chihuahua-Wüste verbreitet.
Die Erstbeschreibung als Opuntia kleiniae von Augustin-Pyrame de Candolle wurde 1828 veröffentlicht. Frederik Marcus Knuth stellte die Art 1936 in die Gattung Cylindropuntia. Ein weiteres nomenklatorisches Synonym ist Grusonia kleiniae (DC.) G.D.Rowley (2006).
In der Roten Liste gefährdeter Arten der IUCN wird die Art als „Least Concern (LC)“, d. h. als nicht gefährdet geführt. Die Entwicklung der Populationen wird als stabil angesehen.

## Nachweise